# 花咲駅
花咲駅（はなさきえき）は、かつて北海道（根室振興局）根室市花咲港に所在した北海道旅客鉄道（JR北海道）根室本線（花咲線）の駅（廃駅）。事務管理コードは▲110453。

## 歴史

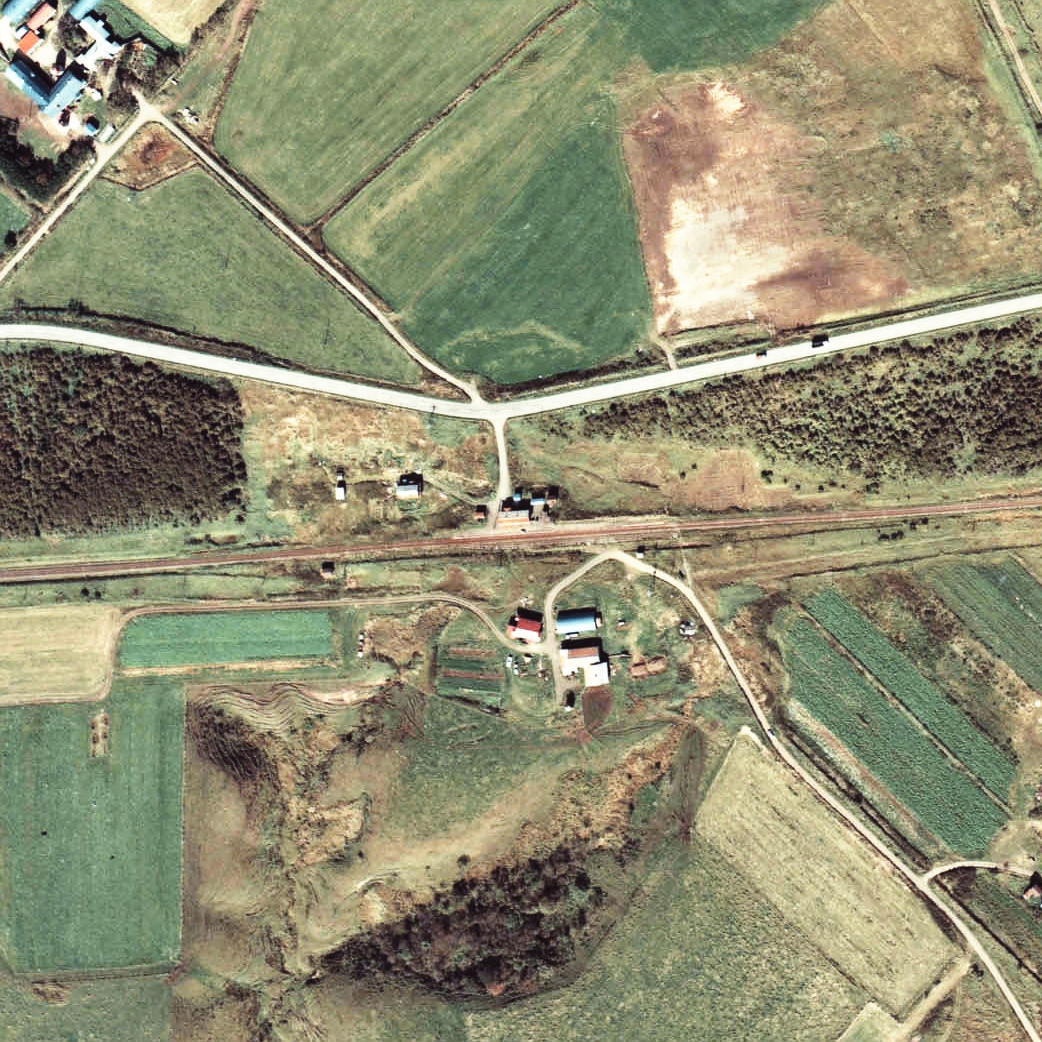
1978年の花咲駅と周囲500m範囲。上が根室方面。石組み土盛の単式ホーム1面1線で、かつては駅裏に貨物用の副本線があったが、貨物取扱廃止に併せて撤去された。このため本線の線形は若干ホーム側へ寄っている。駅裏右下へ向かう細道を1㎞程下ると花咲港に至る。

- 1921年（大正10年）8月5日：国有鉄道根室本線（同日、釧路本線を改称）の西和田駅 - 根室駅間延伸に伴い開業（一般駅）[3]。
  - 当初は1kmほど東側に設置される予定だったが、土地交渉が難航したため、付近にある松浦牧場が鉄道省に用地を寄付し、木造駅舎を建てて提供した経緯を持つ[新聞 1]。
- 1936年（昭和11年）9月25日：駅舎改築[4]。
- 1949年（昭和24年）6月1日：日本国有鉄道法施行に伴い、公共企業体日本国有鉄道（国鉄）に移管。
- 1960年（昭和35年）1月1日：貨物の取扱いが終了し[5]、旅客駅となる。
- 1961年（昭和36年）4月1日：業務委託駅となる[4]。
- 1984年（昭和59年）12月1日：荷物の取扱いが終了[5]。同時に無人駅となる[4]。
- 1986年（昭和61年）
  - 10月13日：駅舎改築に伴い、既存駅舎の公開入札を実施[新聞 2][注釈 1]。
  - 月日不明：駅舎を貨車駅に改築[6]。
- 1987年（昭和62年）4月1日：国鉄分割民営化に伴い、北海道旅客鉄道（JR北海道）の駅となる。
- 1991年（平成3年）7月1日：根室本線の釧路駅 - 根室駅間に「花咲線」の愛称が設定される。当駅の所在する地域名である「花咲」がその由来となる。
- 2016年（平成28年）
  - 3月25日：最終営業日、当駅停車列車において「ありがとう花咲駅感謝セレモニー」開催。乗降客・見送り客合わせて約300人が集まり賑わった。
  - 3月26日：利用者減少とダイヤ改正に伴い廃駅となる[JR北 1]。
  - 8月24日：駅舎がクレーンでつり上げられ撤去される[新聞 1]。
  - 8月26日：跡地に駅名板を再利用した記念プレートが設置される。

### 駅名の由来
当駅の所在する地名より。地名は、アイヌ語の「ポロノッ」（大・岬）を「岬」、つまり「鼻崎」と意訳し、「花咲」の字をあてたものである。
開設時、鉄道省内には土地を寄付した松浦牧場から「松浦駅」とする案もあったが、当時の牧場主が辞退したとされる。

## 駅構造
根室駅管理の無人駅だった。単式ホーム1面1線を持つ棒線駅であった。ホームの長さは約50メートルで、砂利を敷き詰めていた。1955年（昭和30年）頃はそれよりも長く伸びており、長い編成の貨物列車が停車していた。駅の裏手には貨物を取り扱う会社の営業所があった。
駅舎は国鉄貨物列車の車掌車を再利用していた。かつては名産のハナサキガニのイラストが描かれていたが、末期は西和田駅と色違いのシンプルな塗装に塗りかえられていた。

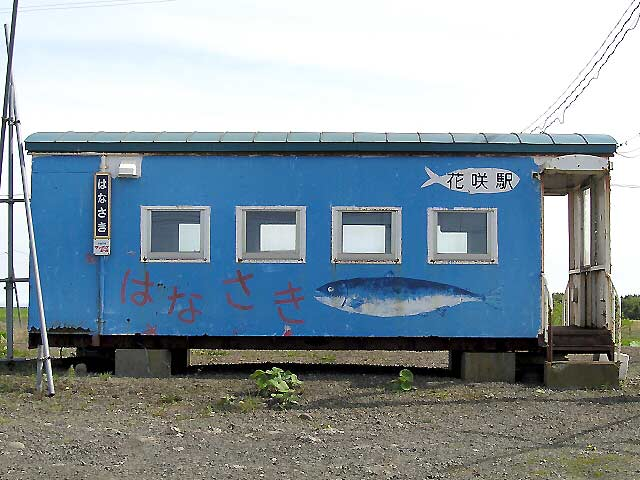
塗り直し前の駅舎（駅前通り側） （2005年6月）
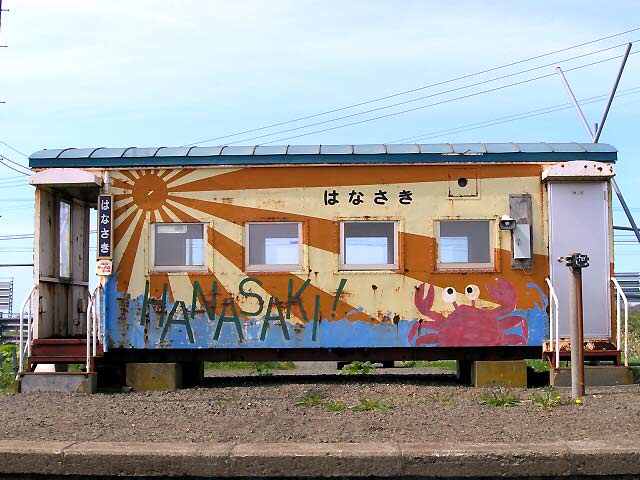
塗り直し前の駅舎（ホーム側）（2007年2月）
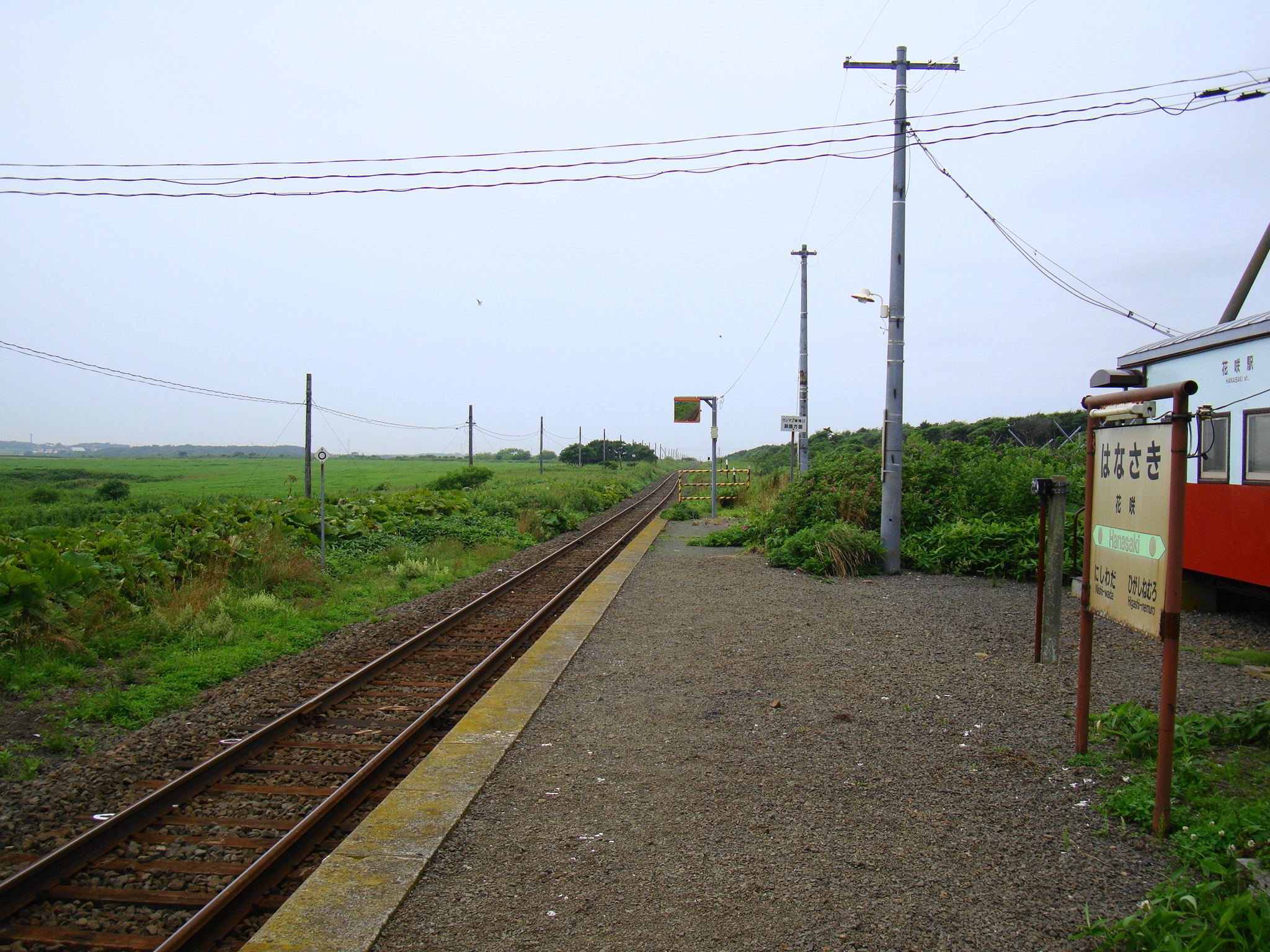
ホーム（2010年8月）

## 利用状況
廃止直前の数年間は、利用がほぼ皆無であったが、かつてはサケ・マスの水揚げ時期である6、7月になると、1日100個近い荷物を発送するなどにぎわいを見せた。
乗車人員の推移は以下のとおり。年間の値のみ判明している年については、当該年度の日数で除した値を括弧書きで1日平均欄に示す。乗降人員のみが判明している場合は、1/2した値を括弧書きで記した。
| 年度               | 乗車人員（人） | 乗車人員（人） | 出典       | 備考               |
| 年度               | 年間           | 1日平均        | 出典       | 備考               |
| ------------------ | -------------- | -------------- | ---------- | ------------------ |
| 1954年（昭和29年） |                | 274.2          | [ 新聞 4 ] |                    |
| 1978年（昭和53年） |                | 21             |            | [ 8 ]              |
| 1979年（昭和54年） | 7,315          | (20.0)         | [ 9 ]      |                    |
| 1980年（昭和55年） | 4,621          | (12.7)         | [ 9 ]      |                    |
| 1981年（昭和56年） | 3,604          | (9.9)          | [ 9 ]      |                    |
| 1982年（昭和57年） | 3,171          | (8.7)          | [ 9 ]      |                    |
| 1983年（昭和58年） | 3,806          | (10.4)         | [ 9 ]      |                    |
| 1984年（昭和59年） | 2,474          | (6.8)          | [ 10 ]     |                    |
| 1992年（平成04年） |                | (1.0)          | [ 11 ]     | 1日平均乗降客数2人 |

## 駅周辺
駅南方には、ハナサキガニの水揚げで知られる根室港（花咲港区、通称・花咲港）がある。
- 北海道道142号根室浜中釧路線
- 北海道道310号花咲港線
- 花咲郵便局
- 花咲港湾合同庁舎
- 根室交通「老人ホーム入口」停留所
- 花咲灯台 - 当駅よりおよそ2.5km離れており、徒歩で30分以上かかっていた。
- 松浦牧場
- ラジオNIKKEI根室送信所

## 廃止後の状況
廃止後、2016年（平成28年）6月7日から9日にかけて重機でホームが解体された。以降、解体整備完了後引き続き旧駅前整備が始まり、8月24日には駅舎が松浦牧場に譲渡された。

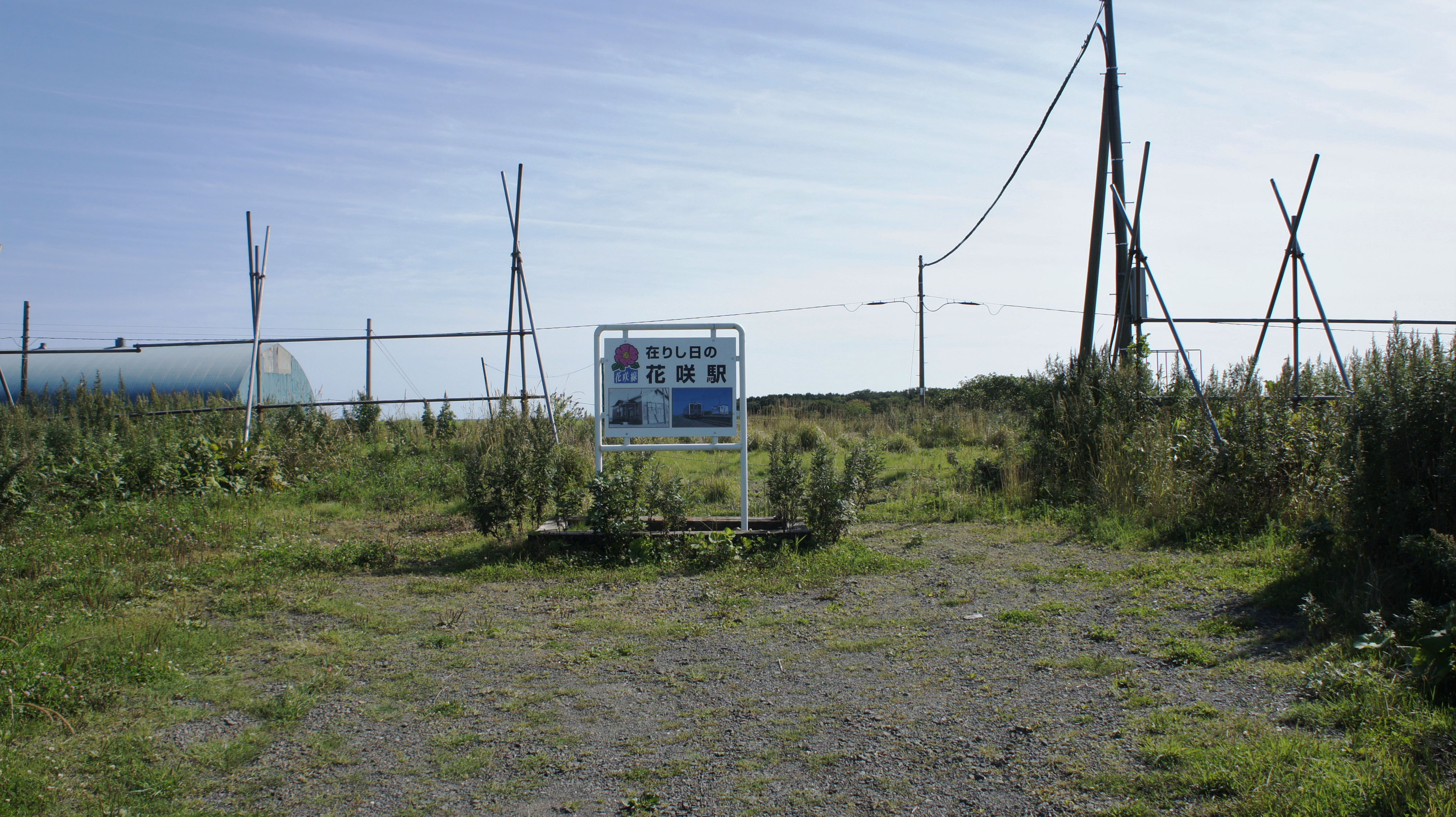
駅舎跡（2018年9月）
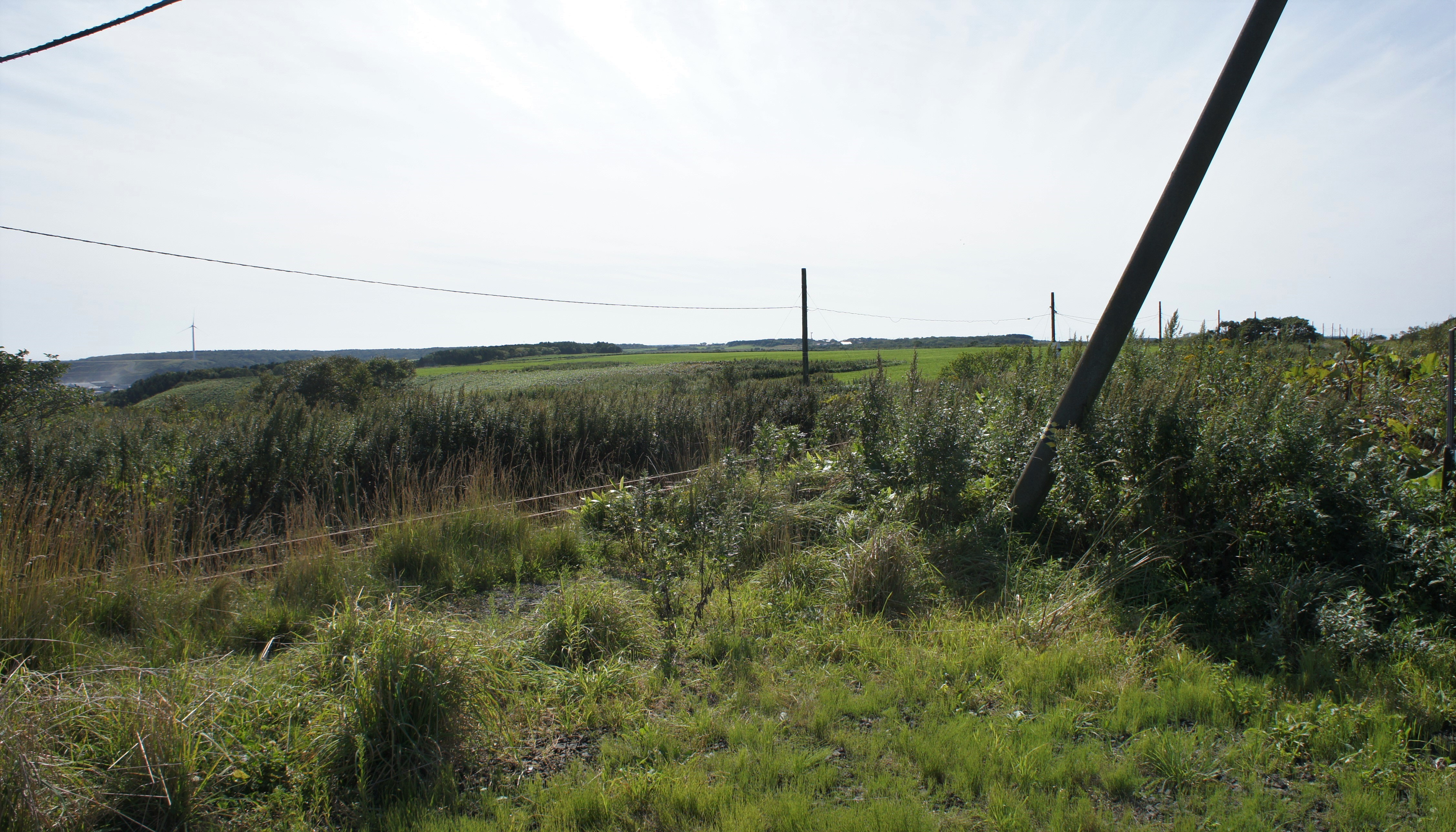
ホーム跡（2018年9月）

## 隣の駅
北海道旅客鉄道（JR北海道）
根室本線（花咲線）（駅廃止時）
西和田駅 - 花咲駅 - 東根室駅